# Лабрадор-ретривер
Лабрадо́р-ретри́вер (англ. labrador retriever) — порода собак. Первоначально была выведена в качестве охотничьей подружейной собаки. Лабрадоры используются на охоте, в качестве собак-поводырей, собак-спасателей, но главным образом — в роли компаньонов. Порода берёт своё начало на острове Ньюфаундленд на восточном побережье Канады.

## История породы
История лабрадоров начинается с XIX века. В это время на острове Ньюфаундленд существовал так называемый «маленький ньюфаундленд», который был верным помощником рыбаков. Англичанин Питер Хокер завёз в Великобританию несколько таких особей, которых называл «St. John’s Breed of Newfoundland». От скрещивания этих собак с курчавошёрстным ретривером и, возможно, английским фоксхаундом и сеттером, появился лабрадор.
Первый стандарт породы установлен в 1887 году. В 1903 году Английским клубом собаководства были признаны только чёрные лабрадоры, однако в конце XX века ещё одним допустимым окрасом стал палевый, а ещё позже — шоколадный.
В СССР первые лабрадоры появились в конце 1960-х — начале 1970-х гг.

## Внешний вид
Требования к породе описаны в стандарте FCI № 122.
Крепкого сложения, сбитый, энергичный; широкая черепная коробка; широкая и глубокая грудь в рёбрах; поясница и задняя часть широкие и крепкие.
Череп широкий. Чётко очерчен без мясистых скул. Переход ото лба к морде выражен. Мочка носа широкая, ноздри хорошо развиты. Морда массивная, необлегчённая. Челюсти средней длины, весьма мощные, но очень мягкие, челюсти и зубы крепкие с совершенным, правильным и полностью ножницеобразным прикусом, то есть верхние зубы плотно перекрывают нижние зубы и стоят перпендикулярно челюстям. Глаза средней величины, выражающие ум и хороший характер; коричневые или ореховые. Уши не крупные и не тяжёлые; висячие, прилегающие к голове, посажены довольно далеко сзади. Шея сухая, крепкая, массивная, посажена в хорошо расположенные плечи.
Линия верха ровная. Поясница короткая и крепкая. Грудь широкая и массивная, глубокая, с бочкообразными рёбрами. Отличительная особенность — очень толстый хвост у основания, постепенно сужается к концу, средней длины, лишён подвеса, но одет плотно по окружности короткой, густой шерстью, придавая округлый вид, описываемый как выдровый хвост. Может радостно помахивать, но не должен загибаться на спину.
Передние ноги костистые и прямые от локтей до земли, при осмотре как спереди, так и сбоку. Плечи длинные и косые. Задняя часть хорошо развита, без наклона к хвосту. Колени с хорошо выраженными углами сочленений. Плюсны короткие. Коровина чрезвычайно нежелательна. Лапы округлые, компактные; сводистые пальцы и хорошо развитые подушечки. Движения свободные, покрывающие соответствующее пространство; прямолинейные и правильные спереди и сзади.
Шерсть «двойная» — жёсткий на ощупь остевой волос и устойчивый к непогоде подшёрсток. Окрас сплошной: чёрный, палевый, коричневый (иногда называют печеночный или шоколадный). У собак чёрного и коричневого окраса допустимо небольшое белое пятно на груди.
Идеальная высота в холке кобелей — 56—57 см, сук — 54—56 см. Вес — 25—40 кг.

## Темперамент
С хорошим характером, очень подвижный. Гиперактивный, если правильно с ним заниматься. Превосходное чутьё, мягкая хватка (мягкая пасть), позволяющая не мять птицу при подаче, страсть к воде. Хороший и страстный охотник. Легко адаптирующийся, преданный компаньон. Смышлёный, целеустремленный, проницательный и послушный, ласковый, настоящий друг. Добрый по натуре, без следа агрессии или чрезмерной робости. Во многих странах (Англия, Финляндия, Швеция) для получения титула чемпиона по экстерьеру обязательно проходит проверку на соответствие стандарту в части поведения и психики — рабочие испытания. Лабрадор — охотничья собака, которая благодаря своим уникальным качествам может использоваться как компаньон, поводырь, спасатель и для поиска взрывчатки и наркотиков.

## Охота с лабрадором-ретривером
Впервые об охоте с ретриверами в России писал известный русский зоолог Леонид Сабанеев в своей книге «Охотничьи собаки: Легавые», вышедшей в 1896 году. «У нас, в России, ретриверы встречаются довольно редко, хотя они по своему тихому поиску и послушанию могли бы быть очень пригодны для лесной охоты». Лабрадор, как и все ретриверы — отличная подружейная собака, прекрасно показала себя в охоте на уток, в охоте на перелетах, а также используется при охоте по полевой, болотно-луговой и боровой дичи. Обладая тихим неспешным поиском особенно подходит для неторопливых, основательных охотников, желающих получить удовольствие от общения с природой, а не бегать за собакой по полю и болоту. Отличный апортировщик, любящий воду и не боящийся холода лабрадор незаменим на осенних охотах на утку и на весенней охоте на вальдшнепа на тяге. Осенью, когда выводки тетеревов разбиваются и прячутся в крепких местах, а также на высыпках вальдшнепа в густом подлеске охота с лабрадором особенно результативна. Лабрадор — незаменимый помощник в охоте на фазана, птицу, любящую прятаться в таких труднодоступных местах, что с другими подружейными собаками поднять её на крыло проблематично. Сейчас[когда?] лабрадор-ретривер набирает всё большую популярность в России среди ружейных охотников по перу, благодаря не только своим рабочим качествам, но и комфортному содержанию в условиях города, отличному не агрессивному характеру и способностью прекрасно уживаться с другими домашними животными.

## Содержание и уход
Лабрадоры имеют свойство набирать лишний вес при неправильном кормлении.
Густой водонепроницаемой шерсти достаточно расчесывания и чистки 1-2 раза в неделю.
Лабрадоры любят движение. Взрослым псам необходимы ежедневные длительные прогулки, минимум получасовая утренняя и двухчасовая вечерняя. Щенкам требуются длительные игры и занятия.